# Jelena Lwowna Schuschunowa
Jelena Lwowna Schuschunowa (russisch Елена Львовна Шушунова; * 23. Mai 1969 in Leningrad; † 16. August 2018 in Sankt Petersburg, Russland) war eine sowjetische Kunstturnerin. Sie war zweifache Olympiasiegerin.

## Leben
Bei den Olympischen Sommerspielen 1988 in Seoul gewann Schuschunowa mit der sowjetischen Mannschaft den Mehrkampf. Zusätzlich wurde sie auch im Einzelmehrkampf Olympiasiegerin. Weitere Medaillen gewann sie am Schwebebalken (Silber) und am Stufenbarren (Bronze).
Schuschunowa gewann insgesamt elf Medaillen bei Turn-Weltmeisterschaften. Bei den Turn-Weltmeisterschaften 1985 in Montreal wurde sie Weltmeisterin im Pferdsprung, im Einzelmehrkampf und im Mannschaftsmehrkampf. 1987 in Rotterdam gewann sie zwei weitere Weltmeister-Titel im Pferdsprung und am Boden.
Sie verstarb am 15. August 2018 in Folge einer Lungenentzündung in ihrer Heimatstadt St. Petersburg. Auf der Website der International Gymnastics Hall of Fame, wo sie 2004 Aufnahme fand, ist vermerkt: „Shushunova wird für immer als eine der explosivsten, dynamischsten und originellsten Darstellerinnen in der Geschichte der Gymnastik bekannt sein.“